# Основи математики
Основи математики — це дослідження філософських і логічних і/або алгоритмічних основ математики або, в ширшому сенсі, математичне дослідження того, що лежить в основі філософських теорій щодо природи математики. У цьому останньому сенсі різниця між основами математики та філософією математики виявляється розпливчастою. Основи математики можна розуміти як вивчення основних математичних понять (множина, функція, геометрична фігура, число тощо) і того, як вони утворюють ієрархії більш складних структур і понять, особливо фундаментально важливих структур, які утворюють мову математики (формули, теорії та їхні моделі, що надають значення формулам, визначенням, доведенням, алгоритмам тощо), які також називаються метаматематичними концепціями, з огляду на філософські аспекти та єдність математики. Пошук основ математики є центральним питанням філософії математики; абстрактна природа математичних об'єктів створює особливі філософські проблеми.
Основи математики в цілому не мають на меті вмістити основи кожної математичної тематики. Загалом, основи певної галузі знань стосуються більш-менш систематичного аналізу її найосновніших або фундаментальних концепцій, її концептуальної єдності та її природного порядку або ієрархії концепцій, що може допомогти пов'язати її з рештою людських знань. Розвиток, емерджентність та уточнення основ можуть з'являтися пізніше в історії галузі та можуть не сприйматися всіма як найцікавіша її частина.
Математика відіграє особливу роль у науковій думці, слугуючи з давніх часів моделлю істини та строгості для раціонального дослідження, а також даючи інструменти чи навіть основу для інших наук (особливо фізики). Численні розробки математики в напрямку вищих абстракцій у 19 столітті принесли нові виклики та парадокси, спонукаючи до глибшого та більш систематичного дослідження природи та критеріїв математичної істини, а також до об'єднання різноманітних галузей математики в єдине ціле.
Систематичні дослідження основ математики розпочалися наприкінці 19 століття і сформували нову математичну дисципліну під назвою математична логіка, яка пізніше мала тісні зв'язки з теоретичною інформатикою. Дослідження пройшли через низку криз із парадоксальними результатами, поки відкриття не стабілізувалися протягом 20-го століття як великий і узгоджений масив математичних знань з кількома аспектами або компонентами (теорія множин, теорія моделей, теорія доведення тощо), чиї детальні властивості і можливі варіанти все ще є активним полем досліджень. Високий рівень технічної складності цих досліджень надихнув багатьох філософів на припущення, що він може слугувати моделлю чи зразком для досліджень основ інших наук.
Ключовим питанням усієї проблеми обґрунтування математики є питання надійності математичного доведення. Якщо припустити, що всі доведення певною мірою ненадійні, то проблема обґрунтування математики, принаймні як проблема внутрішньоматематична, втрачає сенс, бо обґрунтуванняматематичної теорії має бути результатом безумовно надійного доведення.

## Історичний контекст

### Давньогрецька математика
Хоча практика математики раніше розвивалася в інших цивілізаціях, особливий інтерес до її теоретичних та фундаментальних аспектів був чітко очевидним у роботах стародавніх греків.
Ранні грецькі філософи сперечалися щодо того, що є більш базовим — арифметика чи геометрія. Зенон Елейський (490 р – в. 430 до н. е.) сформулював чотири парадокси, які, здається, демонструють неможливість змін. Математична школа Піфагора спочатку наполягала на тому, що існують лише натуральні та раціональні числа. Відкриття ірраціональності √2, відношення діагоналі квадрата до його сторони (приблизно у V ст. до н. е.), було для них шоком, який вони прийняли неохоче. Розбіжність між раціональними та реальними числами була остаточно усунена Евдоксом Кнідським (408—355 рр.). до н. е.), учнем Платона, який звів порівняння двох ірраціональних співвідношень до порівнянь кратних величин. Його метод передбачив переріз Дедекінда в сучасному визначенні дійсних чисел Річардом Дедекіндом (1831—1916).
У Постеріорній аналітиці Аристотель (384—322 до н. е.) заклав аксіоматичний метод логічної організації галузі знання за допомогою примітивних понять, аксіом, постулатів, визначень і теорем. Аристотель взяв для цього більшість своїх прикладів з арифметики та геометрії. Цей метод досяг свого найвищого рівня в Началах Евкліда (300 р до н. е.), трактаті з математики, структурованому з дуже високими стандартами строгості: Евклід обґрунтовує кожне положення демонстрацією у формі ланцюжків силогізмів (хоча вони не завжди строго відповідають аристотелівським шаблонам). Силогістична логіка Аристотеля разом з аксіоматичним методом, прикладом якого є Елементи Евкліда, визнані науковими досягненнями Стародавньої Греції.

### Платонізм як філософія математики
Починаючи з кінця 19 століття серед математиків-практиків поширюється платонічний погляд на математику.[джерело?]
Поняття або, як сказали б платоніки, об'єкти математики абстрактні й далекі від повсякденного досвіду сприйняття: геометричні фігури сприймаються як ідеальні речі, які слід відрізняти від ефективних малюнків і форм об'єктів, а числа не плутають із підрахунком конкретних об'єктів. Їх існування та природа представляють особливі філософські виклики: чим математичні об'єкти відрізняються від їх конкретного представлення? Чи знаходяться вони в їхньому представленні, чи в нашій свідомості, чи десь ще? Як ми можемо їх знати?
Давньогрецькі філософи дуже серйозно ставилися до таких питань. Дійсно, багато з їхніх загальних філософських дискусій проводилися з широким посиланням на геометрію та арифметику. Платон (424/423 до н. е. – 348/347 до н. е.) наполягав на тому, що математичні об'єкти, як і інші платонічні ідеї (форми чи сутності), повинні бути ідеально абстрактними та мати окремий, нематеріальний вид існування у світі математичних об'єктів, незалежних від людей. Він вважав, що істини про ці об'єкти також існують незалежно від людського розуму, але відкриваються людьми. У Меноні вчитель Платона Сократ стверджує, що можна пізнати цю істину за допомогою процесу, подібного до відновлення пам'яті.
Над воротами в академію Платона був відомий напис: «Нехай сюди не входить той, хто не знає геометрії». Таким чином Платон відзначив свою високу думку про геометрію. Він вважав геометрію «першим необхідним у навчанні філософів» завдяки її абстрактному характеру.
Цю філософію платоністського математичного реалізму поділяють багато математиків.  Деякі автори стверджують, що платонізм якимось чином виникає як необхідне припущення, яке лежить в основі будь-якої математичної роботи.
З цієї точки зору закони природи та закони математики мають подібний статус, і «ефективність» перестає бути необґрунтованою. Основу становлять не наші аксіоми, а цілком реальний світ математичних об'єктів.
Арістотель розкрив і відкинув цю точку зору у своїй «Метафізиці». Ці питання є джерелом для філософського аналізу та дебатів.

## Середньовіччя і Відродження
Понад 2000 років «Елементи» Евкліда були абсолютно міцною основою для математики, оскільки їх методологія раціонального дослідження керувала математиками, філософами та вченими навіть у 19 столітті.
У середні віки точилася суперечка про онтологічний статус універсалій (платонічних ідей): реалізм стверджував їх існування незалежно від сприйняття; концептуалізм стверджував їх існування лише в розумі; номіналізм заперечував те й інше, розглядаючи універсалії лише як назви сукупностей окремих об'єктів (слідуючи за давнішими припущеннями, що вони є словами, «logoi»).
Рене Декарт опублікував Геометрію (1637), спрямовану на зведення геометрії до алгебри за допомогою систем координат, надаючи алгебрі більш основоположну роль (у той час як греки використовували довжини для визначення чисел, які зараз називають дійсними числами). Книга Декарта стала відомою після 1649 року і приготувала шлях до числення нескінченно малих.
Ісаак Ньютон (1642—1727) в Англії та Лейбніц (1646—1716) у Німеччині незалежно один від одного розробили числення нескінченно малих на підгрунті, яке потребувала нових основ. Зокрема, Лейбніц описав нескінченно малі числа як числа, нескінченно близькі до нуля, концепція, яка не вписується в попередні фундаментальні рамки математики, і не була формалізована до 20 століття. Сильний вплив обчислення нескінченно малих величин на основи математики проілюстровано в памфлеті протестантського філософа Джорджа Берклі (1685—1753), який писав: «[Нескінченно малі величини] не є ані скінченними величинами, ані нескінченно малими величинами, ані навіть нічим. Чи можемо ми не називати їх привидами померлих кількостей?». Лейбніц також працював над логікою, але більшість його праць залишалися неопублікованими до 1903 року.
Тоді математика дуже швидко й успішно розвивалася у фізичних задачах.

## 19 століття
У 19 столітті математика ставала все більш абстрактною. Занепокоєння логічними прогалинами та невідповідностями в різних сферах призвело до розробки аксіоматичних систем.

### Аналіз функцій дійсної змінної
Коші (1789—1857) розпочав проект формулювання та доведення теорем обчислення нескінченно малих строгим чином, відкидаючи евристичний принцип загальності алгебри, який використовувався попередніми авторами. У своїй праці Cours d'Analyse 1821 року він визначає нескінченно малі величини в термінах спадних послідовностей, які сходяться до 0, які він потім використав для визначення неперервності. Але він не формалізував своє поняття конвергенції.
Сучасне (ε, δ)-визначення границі і неперервності функцій було вперше розроблено Больцано в 1817 році, але залишалося відносно невідомим. Це дає точну основу числення нескінченно малих, засноване на множині дійсних чисел, можливо, розв'язуючи парадокси Зенона та аргументи Берклі.
Математики, зокрема Карл Вейерштрасс (1815—1897), відкрили такі патологічні функції, як безперервні, ніде не диференційовані функції. Попередні концепції функції як правила для обчислень або гладкого графіка вже не були адекватними. Вейєрштрасс почав виступати за арифметизацію аналізу, за аксіоматизацію аналізу з використанням властивостей натуральних чисел.
У 1858 році Дедекінд запропонував визначення дійсних чисел як розрізів раціональних чисел. Ця редукція дійсних чисел і неперервних функцій у термінах раціональних чисел, а отже, і натуральних чисел, була пізніше інтегрована Кантором у його теорію множин і аксіоматизована в термінах арифметики другого порядку Гільбертом і Бернайсом.

### Теорія груп
У 19 столітті вперше були досліджені обмеження математики. Нільс Генрік Абель (1802—1829), норвежець, і Еварист Галуа (1811—1832), француз, досліджували розв'язки різноманітних поліноміальних рівнянь і довели, що не існує загального алгебраїчного розв'язку рівнянь ступеня, більшого за чотири (теорема Абеля– Руффіні). За допомогою цих концепцій П'єр Ванцель (1837) довів, що лише лінійкою та циркулем неможливо розділити на три частини довільний кут або подвоїти куб. У 1882 році Ліндеманн, спираючись на роботу Ерміта, показав, що квадратура кола за допомогою лінійки та циркуля (побудова квадрата, рівного за площею заданому колу) також неможлива, довівши, що π є трансцендентним числом. З часів стародавніх греків математики марно намагалися вирішити всі ці проблеми.
Праці Абеля та Галуа відкрили шлях для розвитку теорії груп (яка пізніше буде використана для вивчення симетрії у фізиці та інших галузях науки) і абстрактної алгебри. Поняття векторних просторів виникли з концепції барицентричних координат Мебіуса в 1827 році і розвинулись до сучасного визначення векторних просторів і лінійних карт Пеано в 1888 році. Геометрія більше не обмежувалася трьома вимірами. Ці поняття не узагальнювали поняття числа, а поєднували поняття функцій і множин, які ще не були формалізовані, відриваючись від звичних математичних об'єктів.

### Неевклідові геометрії
Після багатьох невдалих спроб вивести постулат про паралельність з інших аксіом, дослідження досі гіпотетичної гіперболічної геометрії Йоганном Генріхом Ламбертом (1728—1777) привело його до введення гіперболічних функцій і обчислення площі гіперболічного трикутника (де сума кутів менша 180°). Потім російський математик Микола Лобачевський (1792—1856) встановив у 1826 році (і опублікував у 1829 році) когерентність цієї геометрії (отже, незалежність паралельного постулату), паралельно з угорським математиком Яношем Бояї (1802—1860) у 1832 році і з Гаусом. Пізніше в 19 столітті німецький математик Бернхард Ріман розробив еліптичну геометрію, ще одну неевклідову геометрію, де неможливо знайти паралельні лінії, а сума кутів у трикутнику перевищує 180°. Було доведено узгодженість визначення точки як пари протилежних точок на нерухомій сфері та визначення лінії як великого кола на сфері. У той час основним методом доведення несуперечливості набору аксіом було створення для нього моделі.

### Проективна геометрія
Однією з пасток дедуктивної системи є хибне коло, проблема, яка, здавалося, спіткала проективну геометрію, поки її не розв'язав Карл фон Штаудт. Як пояснюють російські історики математики:
В середині XIX ст. відбувалися запеклі суперечки між прихильниками синтетичного і аналітичного методів в проективній геометрії, які звинувачували один одного в плутанні проективних і метричних понять. Дійсно, основне поняття, яке застосовувалося при синтетичному викладі проективної геометрії, — подвійне відношення чотирьох точок прямої — вводилося за допомогою розгляду довжин відрізків.
Чисто геометричний підхід фон Штаудта базувався на повному чотирикутнику для вираження відношення проективних гармонійних спряжень. Потім він створив засіб для вираження відомих числових властивостей за допомогою своєї Алгебри кидків. Англомовні версії цього процесу виведення властивостей поля можна знайти або в книзі Освальда Веблена та Джона Янга «Проективна геометрія» (1938), або нещодавно в «Чотирьох стовпах геометрії» Джона Стіллвелла (2005). Стіллвелл пише на сторінці 120:
…проективна геометрія в певному сенсі простіша за алгебру, тому що ми використовуємо лише п'ять геометричних аксіом для виведення дев'яти аксіом поля.
Алгебра кидків зазвичай розглядається як функція перехресних співвідношень, оскільки студенти зазвичай покладаються на числа, не турбуючись про їх основу. Однак розрахунки перехресного співвідношення використовують метричні особливості геометрії, особливості, які не допускаються пуристами. Наприклад, у 1961 році Коксетер написав «Вступ до геометрії» без згадки про перехресне співвідношення.

### Булева алгебра і логіка
Спроби формального розгляду математики розпочалися з Лейбніца та Ламберта (1728—1777) і продовжилися роботами алгебраїстів, таких як Джордж Пікок (1791—1858). Систематичні математичні трактування логіки пов'язані з британським математиком Джорджем Булем (1847), який розробив алгебру, яка незабаром перетворилася на те, що зараз називається булевою алгеброю, в якій єдиними числами були 0 і 1 і логічні комбінації (кон'юнкція, диз'юнкція, імплікація та заперечення).) — операції, подібні до додавання та множення цілих чисел. Крім того, Де Морган опублікував свої закони в 1847 році. Таким чином логіка стала розділом математики. Булева алгебра є відправною точкою математичної логіки та має важливі застосування в інформатиці .
Чарльз Сандерс Пірс ґрунтувався на роботі Буля, щоб розробити логічну систему відношень і кванторів, яку він опублікував у кількох статтях з 1870 по 1885 рік.
Німецький математик Готтлоб Фреге (1848—1925) представив незалежний розвиток логіки з кванторами у своїй Begriffsschrift (Мова формул), опублікованій у 1879 році, роботі, яка загалом вважається поворотною точкою в історії логіки. Він викрив недоліки в «Логіці» Арістотеля та вказав на три очікувані властивості математичної теорії:[джерело?]
1. Несуперечність: неможливість довести суперечливі твердження.
2. Повнота: будь-яке твердження є або доказовим, або спростованим (тобто його заперечення є доказовим).
3. Розв'язність: існує процедура прийняття рішення для перевірки будь-якого твердження в теорії.

Потім Фреге показав у Grundgesetze der Arithmetik (Основні закони арифметики), як арифметику можна формалізувати в його новій логіці.
Роботи Фреге були популяризовані Бертраном Расселом на рубежі століть. Але двовимірне позначення Фреге не мало успіху. Популярними позначеннями були для універсальних {\displaystyle \left(x\right)} і {\displaystyle \left(\exists {x}\right)} для екзистенційних кванторів, що походять від Джузеппе Пеано та Вільяма Ернеста Джонсона, поки символ {\displaystyle \forall } не був введений Герхардом Генценом у 1935 році та став канонічним у 1960-х роках і універсальне {\displaystyle \left(x\right)} стало позначатися як {\displaystyle \forall {x}} .
З 1890 по 1905 рік Ернст Шредер опублікував Vorlesungen über die Algebra der Logik у трьох томах. Ця робота узагальнювала та розширювала роботи Буля, Де Моргана та Пірса та була вичерпним довідником з символічної логіки, як її розуміли наприкінці 19 століття.

### Арифметика Пеано
Формалізація арифметики (теорії натуральних чисел) як аксіоматичної теорії почалася Пірсом у 1881 році та продовжилася Річардом Дедекіндом і Джузеппе Пеано у 1888 році. Це все ще була аксіоматизація другого порядку (вираження індукції в термінах довільних підмножин, таким чином з неявним використанням теорії множин), оскільки проблеми з вираженням теорій у логіці першого порядку ще не були зрозумілі. У роботі Дедекінда цей підхід виглядає як повна характеристика натуральних чисел і надання рекурсивних визначень додавання та множення через функцію наступності та математичну індукцію.

## Криза основ математики
Криза основ математики (нім. Grundlagenkrise der Mathematik) стала на початку 20-го століття назвою для пошуку відповідних основ для математики.
Кілька шкіл філософії математики одна за одною зіткнулися з труднощами в 20 столітті, оскільки припущення про те, що математика має певну основу, яка може бути несуперечно викладена в самій математиці, було серйозно поставлено під сумнів відкриттям різноманітних парадоксів (таких як парадокс Рассела).
Назву парадокс не слід плутати з протиріччям. Протиріччя у формальній теорії — це формальний доказ абсурдності всередині теорії (наприклад 2 + 2 = 5), який показує, що ця теорія є суперечливою та має бути відкинута. Але парадокс може бути або несподіваним, але істинним результатом у даній формальній теорії, або неформальним аргументом, що веде до протиріччя, так що теорія-кандидат, якщо її потрібно формалізувати, повинна заборонити принаймні один із своїх кроків; у цьому випадку проблема полягає в тому, щоб знайти задовольняючу теорію без протиріч. Обидва значення можуть застосовуватися, якщо формалізована версія аргументу формує доказ несподіваної істини. Наприклад, парадокс Рассела можна виразити так: «не існує множини всіх множин» (за винятком деяких граничних аксіоматичних теорій множин).
Різні школи думки протистояли одна одній. Провідною школою була школа формалістів, головним прихильником якої був Давид Гільберт, що досягло кульмінації у так званій програмі Гільберта, яка мала намір обґрунтувати математику на невеликій основі логічної системи, яка була підтверджена метаматематичними фінітістичними засобами. Головним противником формалістичної школи була інтуїтивістська школа на чолі з Л. Е. Я. Брауером, яка рішуче відкидала формалізм як безглузду гру з символами. Боротьба була гострою. У 1920 році Гільберт домігся, щоб Брауера, якого він вважав загрозою математиці, вилучили з редакційної колегії Mathematische Annalen, провідного математичного журналу того часу.

### Філософські погляди
На початку 20 століття протистояли три школи філософії математики: формалізм, інтуїтивізм і логіцизм. На Другій конференції з епістемології точних наук, що відбулася в Кенігсберзі в 1930 році, виступили представники цих трьох шкіл.

#### Формалізм
Вважається, що формалісти, такі як Давид Гільберт (1862—1943), вважають, що математика — це лише мова та серія ігор. Дійсно, він використав слова «гра з формулами» у своїй відповіді 1927 року на критику Л. Брауера:
І який успіх ігор з формулами став можливим? Ця гра з формулами дозволяє виразити весь зміст думки математичної науки єдиним чином і розвинути його так, що зв'язки між окремими положеннями та фактами стають зрозумілими…

    Гра з формулами, яку Брауер оцінює так зневажливо, крім математичної цінності, також має важливе загальнофілософське значення. Ця гра з формулами відбувається саме за певними специфічними правилами, в яких виражається техніка нашого мислення. Ці правила утворюють закриту систему, яку можна виявитити і остаточно визначити.
Оригінальний текст (нім.)
Und welches ist der Erfolg des hierdurch ermöglichten Formelspieles? Dieses Formelspiel gestattet, den gesamten Gedankeninhalt der mathematischen Wissenschaft einheitlich auszudrücken und derart zu entwickeln, daß zugleich die Zusammenhänge der einzelnen Sätze und Tatsachen deutlich werden…

    Das Formelspiel, über das BROUWER so wegwerfend urteilt, hat außer dem mathematischen Wert noch eine wichtige allgemeine philosophische Bedeutung. Dieses Formelspiel vollzieht sich nämlich nach gewissen bestimmten Regeln, in denen die Technik unseres Denken s zum Ausdruck kommt. Diese Regeln bilden ein abgeschlossenes System, das sich auffinden und endgültig angeben läßt.

Таким чином Гільберт наполягає на тому, що математика не є довільною грою з довільними правилами; скоріше вона повинна узгоджуватися з тим, як відбувається наше мислення, а потім і наша мова й письмо.
Ми не говоримо тут про свавілля в жодному розумінні. Математика не схожа на гру, завдання якої визначаються довільно обумовленими правилами. Скоріше, це концептуальна система, яка має внутрішню необхідність, яка може бути лише такою, а не інакшою.
Основоположна філософія формалізму, представником якої є Девід Гільберт, є відповіддю на парадокси теорії множин і базується на формальній логіці . Практично всі математичні теореми сьогодні можна сформулювати як теореми теорії множин. Істинність математичного твердження, з цього погляду, представлена тим фактом, що твердження може бути виведено з аксіом теорії множин за допомогою правил формальної логіки.
Просте використання формалізму не пояснює кількох питань: чому ми повинні використовувати ті аксіоми, які ми використовуємо, а не деякі інші, чому ми повинні використовувати логічні правила, які ми використовуємо, а не деякі інші, чому «істинні» математичні твердження (наприклад, закони арифметики) видаються істинними тощо. Герман Вейль поставив би Гільберту саме такі запитання:
Яку «правду» чи об'єктивність можна приписати цій теоретичній конструкції світу, що виходить далеко за межі даного, є глибокою філософською проблемою. Це тісно пов'язане з наступним питанням: що спонукає нас взяти за основу саме ту систему аксіом, розроблену Гільбертом? Несуперечність дійсно є необхідною, але не достатньою умовою. Поки що ми, мабуть, не можемо відповісти на це питання…
У деяких випадках на ці запитання можна отримати достатню відповідь шляхом вивчення формальних теорій у таких дисциплінах, як зворотна математика та теорія обчислювальної складності. Як зазначив Вейль, формальні логічні системи також мають ризик суперечності ; в арифметиці Пеано це, ймовірно, вже було вирішено кількома доказами несуперечності, але ведуться дискусії щодо того, чи є вони достатньо фінітними, щоб мати сенс. Друга теорема Геделя про неповноту встановлює, що логічні системи арифметики ніколи не можуть містити дійсний доказ своєї власної несуперечності. Те, що Гільберт хотів зробити, то це довести, що логічна система S є несуперечливою, заснованою на принципах P, які становлять лише невелику частину S. Але Ґодель довів, що принципи P не можуть довести навіть послідовність P, не кажучи вже про S.

#### Інтуїціонізм
Інтуїтивісти, такі як Л. Е. Я. Брауер (1882—1966), вважають, що математика є витвором людського розуму. Числа, як і герої казок, — це просто ментальні сутності, яких не було б, якби ніколи не було людського розуму, який думав би про них.
Фундаментальна філософія інтуїціонізму або конструктивізму, крайні приклади якої продемонстрували Брауер і Стівен Кліні, вимагає, щоб доведення були «конструктивними» за своєю природою — існування об'єкта має бути продемонстровано, а не виведено з демонстрації неможливості його неіснування. Наприклад, як наслідок цього форма доведення, відома як reductio ad absurdum, є підозрілою.
Деякі сучасні теорії філософії математики заперечують існування основ у первісному розумінні. Деякі теорії, як правило, зосереджуються на математичній практиці та мають на меті описати й проаналізувати фактичну роботу математиків як соціальної групи. Інші намагаються створити когнітивну науку про математику, зосереджуючись на людському пізнанні як джерелі надійності математики у застосуванні до реального світу. Ці теорії пропонували знайти основи лише в людській думці, а не в будь-якій об'єктивній зовнішній конструкції. Питання залишається спірним.

#### Логіцизм
Логіцизм — це наукова школа та дослідницька програма у філософії математики, яка базується на тезі про те, що математика є розширенням логіки або що деякі або всі математики можуть бути виведені у відповідній формальній системі, аксіоми та правила виведення якої є «логічними» за природою. Бертран Рассел і Альфред Норт Уайтхед відстоювали цю теорію, започатковану Готлобом Фреге та впливом Річарда Дедекінда.

#### Теоретико-множинний платонізм
Багато дослідників аксіоматичної теорії множин підтримуть теоретико-множинний платонізм, представником якого є Курт Гедель.
Декілька теоретиків дотримувалися цього підходу й активно шукали аксіоми, які можна було б вважати істинними з евристичних причин і які б вирішували гіпотезу континууму. Було вивчено багато великих кардинальних аксіом, але гіпотеза завжди залишалася незалежною від них, і зараз вважається малоймовірним, що гіпотезу континууму можна розв'язати за допомогою нової великої кардинальної аксіоми. Були розглянуті й інші типи аксіом, але жодна з них ще не досягла консенсусу щодо гіпотези континууму. Нещодавня робота Джоела Девіда Гемкінса пропонує більш гнучку альтернативу: теоретико-множинний мультивсесвіт, що дозволяє вільний перехід між теоретико-множинними всесвітами, які задовольняють гіпотезі континууму, та іншими всесвітами, які не відповідають їй.

#### Незамінність аргументу реалізму
Цей аргумент незамінності Уілларда Куайна та Гіларі Патнема висловлює думку (коротко за словами Патнема):
… квантифікація над математичними сутностями є необхідною для науки … тому ми повинні прийняти таку квантифікацію; але це зобов'язує нас визнати існування розглянутих математичних сутностей.
Однак Патнем не був платоніком.

#### Приблизний реалізм
Небагато математиків, як правило, щодня працюючи, стурбовані логіцизмом, формалізмом чи будь-якою іншою філософською позицією. Натомість їхня головна турбота полягає в тому, щоб математична винахідливість в цілому завжди залишалося продуктивною'. Як правило, вони бачать, що це забезпечується, якщо залишатися неупередженими, практичними та зайнятими; під потенційною загрозою того, що вони стануть надмірно ідеологічними, фанатично редукціоністськими або ледачими.
Таку точку зору висловлювали також деякі відомі фізики.

Наприклад, лауреат Нобелівської премії з фізики Річард Фейнман сказав:
Люди кажуть мені: «Ти шукаєш остаточні закони фізики?» Ні… Якщо виявиться, що існує простий остаточний закон, який все пояснює, нехай буде так — було б дуже приємно відкрити це. Якщо виявиться, що це як цибуля з мільйонами шарів … значить, так воно і є. Але в будь-якому випадку є природа, і вона вийде такою, якою вона є. Отже, коли ми йдемо досліджувати, ми не повинні заздалегідь вирішувати, що саме ми шукаємо, лише щоб дізнатися більше.

І Стівен Вайнберг:
Відкриття філософів іноді приносили користь фізикам, але загалом у негативний спосіб — захищаючи їх від упереджених уявлень інших філософів. … без певного керівництва нашими упередженнями можна було б взагалі нічого не зробити. Справа в тому, що філософські принципи зазвичай не дали нам правильних упереджень.
Вайнберг вважав, що будь-яку нерозв'язність у математиці, таку як гіпотеза континууму, можна потенційно розв'язати, незважаючи на теорему про неповноту, шляхом пошуку відповідних додаткових аксіом для додавання до теорії множин.

#### Філософські наслідки теореми про повноту Геделя
Теорема про повноту Геделя встановлює еквівалентність у логіці першого порядку між формальною доказовістю формули та її істинністю в усіх можливих моделях. Точніше, для будь-якої послідовної теорії першого порядку це дає «явну конструкцію» моделі, описаної теорією; ця модель буде зліченною, якщо мова теорії зліченна. Однак ця «явна конструкція» не є алгоритмічною. Вона заснована на ітераційному процесі завершення теорії, де кожен крок ітерації полягає в додаванні формули до аксіом, якщо це підтримує несуперечність теорії; але це питання несуперечності є лише напіврозв'язним (доступний алгоритм для пошуку будь-якої суперечності, але якщо останньої немає, цей факт несуперечності може залишатися недоведеним).
Це можна розглядати як своєрідне обґрунтування погляду платоністів на те, що об'єкти наших математичних теорій реальні. Точніше, це показує, що простого припущення про існування набору натуральних чисел як сукупності (актуальної нескінченності) достатньо, щоб означати існування моделі (світу об'єктів) будь-якої несуперечливої теорії. Однак залишається кілька труднощів:
- Для будь-якої несуперечливої теорії це зазвичай не дає лише один світ об'єктів, а нескінченність можливих світів, які теорія може однаково описати, з можливою різноманітністю істин між ними.
- У випадку теорії множин жодна з моделей, отриманих цією конструкцією, не схожа на передбачувану модель, оскільки вони зліченні, тоді як теорія множин має намір описати незліченні нескінченності. Подібні зауваження можна зробити в багатьох інших випадках. Наприклад, з теоріями, які включають арифметику, такі конструкції зазвичай дають моделі, які включають нестандартні числа, якщо тільки метод побудови не був спеціально розроблений, щоб уникнути їх.
- Оскільки він дає моделі для всіх несуперчливих теорій без розрізнення, він не дає підстав приймати чи відкидати будь-яку аксіому, доки теорія залишається несуперечливою, але розглядає всі несуперечливі аксіоматичні теорії як такі, що відносяться до однаково існуючих світів. Він не дає вказівок на те, якій аксіоматичній системі слід віддати перевагу як основі математики.
- Оскільки твердження про несуперечливість зазвичай неможливо довести, вони залишаються питанням переконань або нестрогих типів обґрунтувань. Отже, існування моделей, як це дано теоремою повноти, фактично потребує двох філософських припущень: актуальної нескінченності натуральних чисел і несуперечливості теорії.

Іншим наслідком теореми про повноту є те, що вона виправдовує концепцію нескінченно малих величин як фактичних нескінченно малих ненульових величин, заснованих на існуванні нестандартних моделей таких же легітимних, як і стандартні. Ця ідея була формалізована Абрахамом Робінсоном у теорію нестандартного аналізу.

### Більше парадоксів
Нижче наведено деякі помітні результати в метаматематиці. Теорія множин Цермело–Френкеля є найбільш вивченою аксіоматизацією теорії множин. Він скорочено називається ZFC, якщо він включає аксіому вибору, і ZF, коли аксіому вибору виключено.
- 1920: Туралф Скулем виправив доведення Леопольда Льовенгейма того, що зараз називається низхідною теоремою Льовенгейма–Сколема, що призвело до парадоксу Скулема[en], який обговорювався в 1922 році, а саме існування зліченних моделей ZF, роблячи нескінченні потужності відносною властивістю.
- 1922: Авраамом Френкелем доведено, що аксіома вибору не може бути доведена на основі аксіом теорії множин Цермело з урелементами[en].
- 1931: Публікація теорем Геделя про неповноту, які показують, що істотні аспекти програми Гільберта не можуть бути досягнуті. Він показав, як побудувати будь-яку достатньо потужну та послідовну рекурсивно аксіоматизовану систему – таку, яка необхідна для аксіоматизації елементарної теорії арифметики на (нескінченній) множині натуральних чисел – твердження, яке формально виражає його власну недоказовість, яку він потім довів еквівалентно твердженню про несуперечливість теорії; так що (припускаючи несуперечливість як істину), система недостатньо потужна для підтвердження власної несуперечливості, не кажучи вже про те, що простіша система могла б виконати цю роботу. Таким чином стало ясно, що поняття математичної істини не може бути повністю визначено і зведено до чисто формальної системи, як це передбачено програмою Гільберта. Це завдало остаточного удару по суті програми Гільберта, надії на те, що узгодженість може бути встановлена фінітіними засобами (ніколи не було ясно, які саме аксіоми були «фінітними», але про яку б аксіоматичну систему не йшлося, це була «слабша» система, ніж система, несуперечливість якої вона мала довести).
- 1936: Альфред Тарскі довів свою теорему невизначеності істинності[en].
- 1936: Алан Тюрінг довів, що загального алгоритму вирішення проблеми зупинки для всіх можливих пар програма-вхід не може існувати.
- 1938: Гедель довів несуперечливість аксіоми вибору та узагальненої гіпотези континууму[en].
- 1936—1937: Алонзо Черч і Алан Тюрінг опублікували незалежні статті, які показують, що загальне вирішення проблеми розв'язності (Entscheidungsproblem) неможливе: універсальна істинність тверджень у логіці першого порядку не є розв'язною (вона лише напіврозв'язана, як це задано теоремою повноти).
- 1955: Петро Новіков[ru] показав, що існує скінченно представлена група G, така що проблема визначення слова для G є нерозв'язною.
- 1963: Пол Коен показав, що гіпотезу континууму неможливо довести з ZFC. Доведення Коена розробило метод примусу[en], який зараз є важливим інструментом для встановлення незалежності результатів в теорії множин.
- 1964: Натхненний фундаментальною випадковістю у фізиці, Грегорі Чейтін починає публікувати результати з теорії алгоритмічної інформації (вимірювання неповноти та випадковості в математиці).[14]
- 1966: Пол Коен показав, що аксіому вибору неможливо довести в ZF навіть без урелементів.
- 1970: Десята проблема Гільберта виявилася нерозв'язною: немає рекурсивного рішення, щоб визначити, чи має діофантове рівняння (рівняння багатозмінного полінома) розв'язок у цілих числах.
- 1971: доведено, що проблема Сусліна[en] не залежить від ZFC.

## На шляху до вирішення кризи основ математики
Починаючи з 1935 року, група французьких математиків Бурбакі почала видавати серію книг, щоб формалізувати багато областей математики на новій основі теорії множин.
Інтуїтивістська школа не привернула багатьох прихильників, і лише після роботи Еретта Бішопа в 1967 році конструктивна математика була поставлена на міцнішу основу.
Можна вважати, що програму Гільберта було частково завершено, так що криза, по суті, вирішена, задовольняючи себе нижчими вимогами, ніж початкові амбіції Гільберта. Його амбіції були виражені в той час, коли нічого не було зрозуміло: не було зрозуміло, чи може математика взагалі мати строгу основу.
Існує багато можливих варіантів теорії множин, які відрізняються міцністю несуперечливості, де сильніші версії (постулюючі вищі типи нескінченності) містять формальні докази несуперечливості слабших версій, але жодна не містить формального доказу власної несуперечливості. Таким чином, єдине, чого ми не маємо, це формальний доказ несуперечливості будь-якої версії теорії множин, якій ми віддаємо перевагу, наприклад ZF.
На практиці більшість математиків або не працюють з аксіоматичними системами, або якщо працюють, то не сумніваються в несуперечливості ZFC, як правило аксіоматичної системи, якій вони віддають перевагу. У більшості математики, як вона практикується, неповнота і парадокси формальних теорій, що лежать в основі, ніколи не грали ролі, а в тих галузях, в яких вони грали роль або спроби формалізації яких ризикували б сформувати суперечливі теорії (наприклад, логіка і теорія категорій), з такими теоріями слід поводитися обережно.
Розвиток теорії категорій у середині 20-го століття показав корисність теорій множин, які гарантують існування більших класів, ніж ZFC, таких як теорія множин фон Неймана–Бернейса–Гьоделя або теорія множин Тарського–Ґротендіка, хоча в дуже багатьох випадках використання великих кардинальних аксіом або всесвітів Гротендіка формально виключається.
Одна з цілей програми зворотної математики полягає в тому, щоб визначити, чи існують розділи «базової математики», в яких фундаментальні питання можуть знову спровокувати кризу.